# Hisar (Tadżykistan)

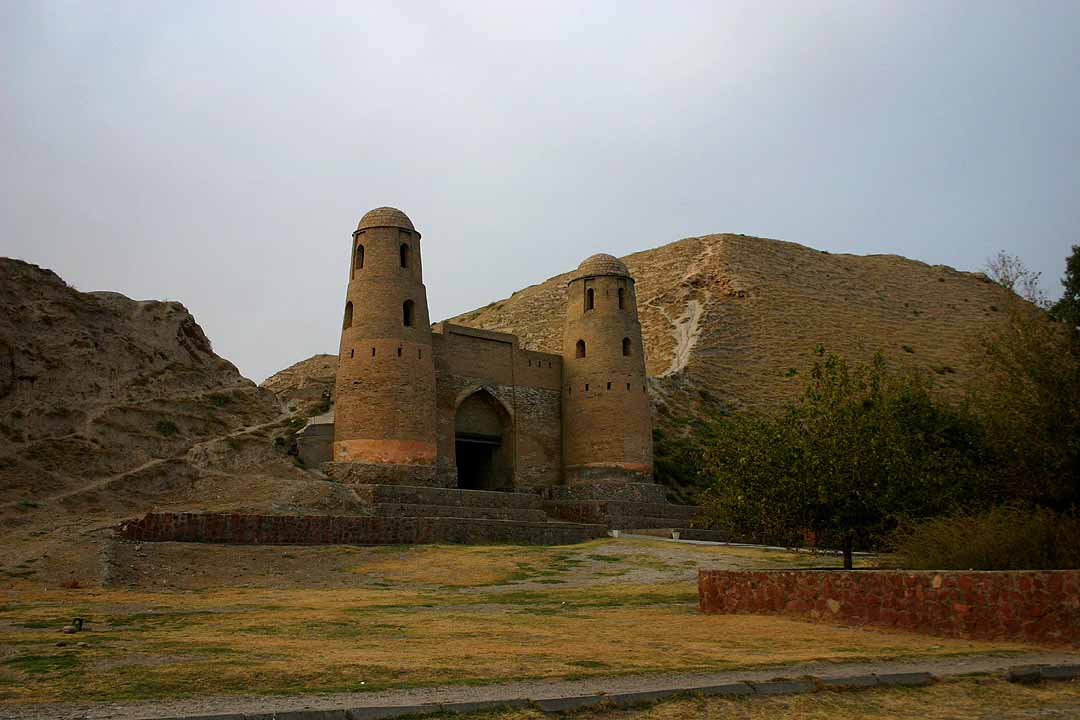
Zamek w Hisarze

Hisar (tadż. Ҳисор) – miasto w Tadżykistanie (Rejony Administrowane Centralnie), około 20 km na zachód od stolicy kraju Duszanbe; 24 tys. mieszkańców (2006). Ośrodek przemysłowy.